# Stockholm (navire, 1938)
Pour la ville éponyme, voir Stockholm. Pour les autres homonymes, voir Stockholm (homonymie).
Le Stockholm est un paquebot commandé en 1937 par la compagnie Swedish American Line aux chantiers Cantieri Riuniti dell'Adriatico de Monfalcone. Il est endommagé par un incendie le 19 décembre 1938, alors qu'il est encore en construction. Trop endommagé pour être reconstruit, il est détruit et remplacé par un autre navire baptisé Stockholm.

## Histoire

### Projet
Vers la fin des années 1930, le Gripsholm et le Kungsholm, les deux paquebots construits pour la Swedish American Line après guerre, commencent à devenir obsolètes en raison de leur age. La compagnie réfléchit alors au projet de les remplacer et commande en 1937 un nouveau paquebot appelé Stockholm qui doit être le plus gros navire de la flotte.

### Construction
Le Stockholm est commandé en 1937 aux Cantieri Riuniti dell'Adriatico de Monfalcone. Il doit être livré à la Swedish American Line en mars 1939, mais le 19 décembre 1939, un court-circuit déclenche un incendie qui endommage gravement le navire, alors qu'il est en construction. Le Stockholm est considéré comme irrécupérable et détruit sur place.

### LeStockholmIII
Le chantier lancera en 1940 un autre navire baptisé Stockholm afin de remplacer le navire brûlé. Il sera refusé par la Swedish American Line à cause de la guerre, puis acquis par la compagnie Italia Navigazione qui le renommera Sabaudia. Désarmé à Trieste, il sera confisqué par les allemands qui le convertissent en casernement .Il sera attaqué par la Royal Air Force le 6 juillet 1944. Renfloué en 1948, il sera finalement détruit à Muggia.

## Galerie

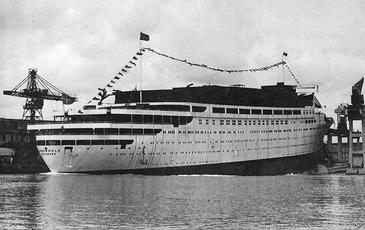
Le lancement du Stockholm
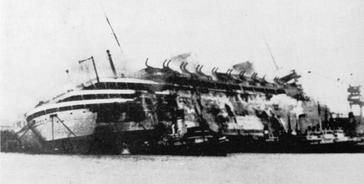
L'incendie du Stockholm
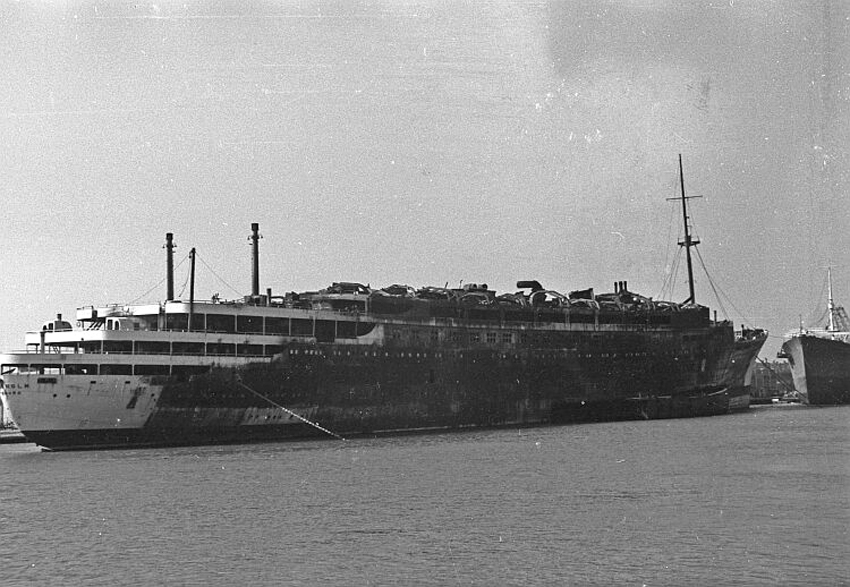
Le Stockholm après son incendie

## Sources
- (sv) L'histoire du Stockholm II sur Fakta Om Fartyg
- (sv) L'histoire du Stockholm II sur Kommandobryggan
- (sv) L'histoire du Stockholm II
- (en) Le Stockholm II sur The Great Ocean Liners (3° paragraphe en partant de la fin)